# Erich Kraemer
Erich Kraemer (* 26. September 1930 in Trier; † 27. September 1994 in Trier) war ein deutscher Künstler, Hochschullehrer und Gründer der Europäischen Kunstakademie Trier.

## Leben und Werk
Nach anfänglichen Lehrjahren (1946–49) an der Werkkunstschule, Trier, in denen sich die damals dort tätigen Künstler darum  bemühen mussten, den in zwölf Jahren NS-Zeit verbotenen und verlorengegangenen Kontakt zur zeitgenössischen Kunst zu finden, studierte Kraemer in den Jahren 1949–51 an der Staatlichen Akademie der Bildenden Künste Stuttgart. Hier lehrte ihn Willi Baumeister wesentliche Einsichten in Gedanken-, Form- und Farbwelt sowie Schöpfungsprozesse abstrakter Malerei. Parallel hierzu betrieb Kraemer Tierstudien, in der Absicht mit knappen Mitteln Volumina zu erfassen und in der Natur organische Formmerkmale auszumachen. So stellen seine in diesen Jahren gefertigten Tierzeichnungen in erster Linie Konzentrationsübungen, eine Suche nach Formlogik und „expressiven“ Erscheinungen in der Natur dar.
In den Jahren 1952–56 betrieb Kraemer neben dem Besuch der Académie de la Grande Chaumière in Paris kubistische und tachistische Studien und untersuchte Licht- und Raumbezüge. Das Paris der fünfziger Jahre prägte Kraemers Einstellung zur Kunst und die Entwicklung seiner Malerei ausschlaggebend. Hier waren es im Wesentlichen Fauvismus (Derain, Matisse), Kubismus (Picasso, Gris), Orphismus (Delaunay, Académie de la Grande Chaumière), zum Teil der Konstruktivismus eines Herbin, die Arbeiten  Monets und Cézannes, die ihn bewegten.
Kraemers künstlerische Tätigkeit beschränkte sich nicht nur auf die Malerei, sondern die Druckgraphik erwuchs zu einem Betätigungsfeld, in dem er sich auszeichnete. So beginnen Kraemers Auseinandersetzungen mit den technischen und gestalterischen Möglichkeiten der Druckgraphik zeitlich parallel zu seiner Verarbeitung frühkubistischer Malerei, im Jahre 1950, in der Technik des Tiefdrucks. Diese hat ihn später, vor allem von 1968 bis 1972, in ihrer ganzen spielerisch gehandhabten Variationsbreite, intensivst beschäftigt, bis hin zur Anwendung komplexer Mischtechniken in der Farbradierung.
„Offizielle Bestätigung fand die herausragende Qualität dieser graphischen Entdeckungsreisen Kraemers durch die Verleihung des Preises der Stadt Salzburg, [...] sowie durch die Teilnahme an zwei Graphik-Ausstellungen von überregionaler Bedeutung,  zum einen 1970 im Rahmen der Second British International Print Biennale Bradford, Yorkshire, zum anderen 1971 als Exponent auf der Internationalen Graphik-Ausstellung im Residenz-Museum Salzburg.“
Des Weiteren entstanden in den Jahren 1957–70 Portraits, Stillleben, Landschaften, abstrahierende und abstrakte Kompositionen, in die er die Fülle der erarbeiteten Mittel einfließen ließ. Ebenso beschäftigte er sich nun unter anderem mit der Kristallographie, Lichtinterferenz und Spektralfarbenanalyse, um hieraus Kenntnisse zu entwickeln, die über den konventionell-naturalistisch-perspektivischen Raum hinausgehen. „Es ist die erste Pflicht eines Bildes, für das Auge ein Fest zu sein.“ (Eugène Delacroix) wurde in diesen Jahren sein neuer Leitspruch. In den weiteren Jahren erstrebte Kraemer unter anderem die Überlagerung von Großform, Struktur, Bildraum aus Hell- und Dunkelwerten und der Farbe als die Raumtiefe bestimmendes Ausdrucksmittel.
Es war nicht nur der Zeitgeist der Moderne, dem er sich zuwandte, er verspürte ein starkes Bedürfnis, der Kunst vergangener Epochen zu begegnen, sie zu erfahren und aus ihr zu lernen. Im Gegensatz zur Beschäftigung mit der aktuellen Moderne genoss er dies als Läuterung und Anregung. So äußerte Lorenz Dittmann zu seinen in der Villa Massimo entstandenen Arbeiten: „In Erich Kraemers Werken durchdringen und verwandeln sich ineinander die Logik des formalen Gefüges mit der Freiheit, der Spontaneität einer reich differenzierten Farbwelt. Zeichnerische Form und Vielfalt der Farben stützen sich gegenseitig und bewahren zugleich ihre besonderen Werte. Mit seinen Elementarzeichen läßt der Künstler eine fremde Schrift erahnen als Spur einer traditionsstiftenden, jedoch entrückten Vergangenheit.“
Von 1970 bis 1973 war er Dozent an der Internationalen Sommerakademie für Bildende Kunst Salzburg.
1974 trat er die Professur an der Fachhochschule Trier an.
1975 nahm Kraemer verstärkt Kontakte zu von ihm geschätzten Malerfreunden aus dem In- und Ausland auf, um hochqualifizierte Künstler für seine Idee einer Akademie für Bildende Kunst zu gewinnen, in der Kenntnisse vermittelt werden sollen, die geeignet sind, breite Bevölkerungsschichten für anspruchsvolle Kunst zu sensibilisieren, die ein Ausstellungs-, Begegnungs- und Diskussionsforum für Künstler und Kunstwissenschaftler sein soll. Zu ihnen zählen so bedeutende Maler wie Corneille, Arnal, Contreras, Hangen, Storel, Mandeville und andere. Seine Vorstellung einer Akademie wurde Realität: 1974 in Luxemburg, 1977 in Trier, zunächst im Martiner Hof, später im hierzu umgebauten Schlachthof.
Erich Kraemer verstarb im September 1994.

## Zitat
„Malerei ist eine Kunst für die Sinne.

Wer Malerei empfindet, versteht sie.“

## Auszeichnungen
- 1964 Kunstpreis der Stadt Trier
- 1969 Ehrenpreis der Stadt Salzburg
- 1978 Preis für Kunst und Architektur Rheinland-Pfalz
- 1992 Ehrengast der Villa Massimo, Rom

## Ausstellungen (Auswahl)
- Gesellschaft der Freunde junger Kunst, München.
- Second British International Print Biennale, Bradford
- Galerie Kunst der Gegenwart, Salzburg
- Pfälzische Sezession, Pfalzgalerie, Kaiserslautern
- Musee Pescatore, Villa Vaubun, Luxemburg
- Salon Grands et Jeunes d'Aujourd'hui, Grand Palais, Paris
- Salon Comparaisons, d’Art Actuel, Grand Palais, Paris
- Salon du Mai, Grand Palais, Paris
- Frühes Deutsches Informel, Sammlung Lückeroth, Sindelfingen
- Art Cologne, Köln
- Villa Massimo, Rom